# Pro Evolution Soccer 2015
Pro Evolution Soccer 2015 (скраћено PES 2015, у Азији познат под називом World Soccer: Winning Eleven 2015) је фудбалска симулацијска игра развијена и објављена од стране јапанске компаније Конами. То је четрнаесто издање Pro Evolution Soccer серијала. На оквиру игре налази се фудбалски репрезентативац Немачке и играч Бајерн Минхена, Марио Геце.
Први додатак за преузимање је објављен 9. новембра 2014. године, пар дана пре званичног изласка игре. Додатак садржи нових осам европских тимова (ФК Слован Братислава, ФК Партизан, ФК Макаби Тел Авив, ФК Лудогорец Разград, ФК Хелсинки, ФК Карабаг, ФК Легија Варшава, ФК Спарта Праг), Копа Судамерикана такмичење, летње трансфере, нова лица играча, последње поставе тимова, и низ последњих Адидас, Најки и Пума копачки. Други додатак за преузимање је објављен 15. децембра 2014. године, а између осталог садржи и четири нова тима, три која учествују у Лиги шампиона (ФК Базел, ФК БАТЕ Борисов, НК Марибор) и један који учствује у Лиги Европе (ФК Бешикташ). У овом издању серијала се први пут појављују тимови из друге енглеске, шпанске, италијанске и француске лиге.

## Модови

### myClub
Једна од новина у овом издању серијала је myClub мод. Корисницима се у овом моду пружа могућност да направе тим по свом укусу, где заједно са осталим играчима учествују у разним online такмичењима. Иако је у питању online мод, играчи могу да играју и offline такмичења.